# Испанский лев

Флаг королевства Леон с фигурой льва

Испанский лев (исп. León hispano) — аллегорическое зооморфное олицетворение Испании и, наряду с быком Осборна — популярный национальный символ страны.

## История
Геральдический символ льва ведёт своё происхождение из города Леон, который был основан в 29 году до нашей эры как лагерь солдат римского VI Победоносного легиона (Legio VI Victrix), а к 74 году нашей эры был совмещён с лагерем VII Парного легиона. Современное название города «Леон» (исп. León) — производное от латинского Legio («легион») на испанском языке означает «лев». Королевство Астурия, которое во время Реконкисты расширяло свои владения на юге, захватило Леон и в X веке сменило название на королевство Леон, флаг и герб этого королевства украшала фигура льва пурпурного цвета. Есть свидетельства того, что эта фигура использовалась и ранее в геральдике — в частности, по мнению маркиза Авильеса, геральдический символ льва использовали король вестготов Вамба (672—680 годы) и его преемники. Не исключено, что этот символ использовался ещё в королевстве вестготов Толедо (507—711 годы).
После объединения королевств Кастилии и Леона в единое государство оно получило название «Кастильская корона» (исп. Corona de Castilla), а на его флаге и гербе были изображения пурпурного льва, унаследованные из геральдики королевства Леон.

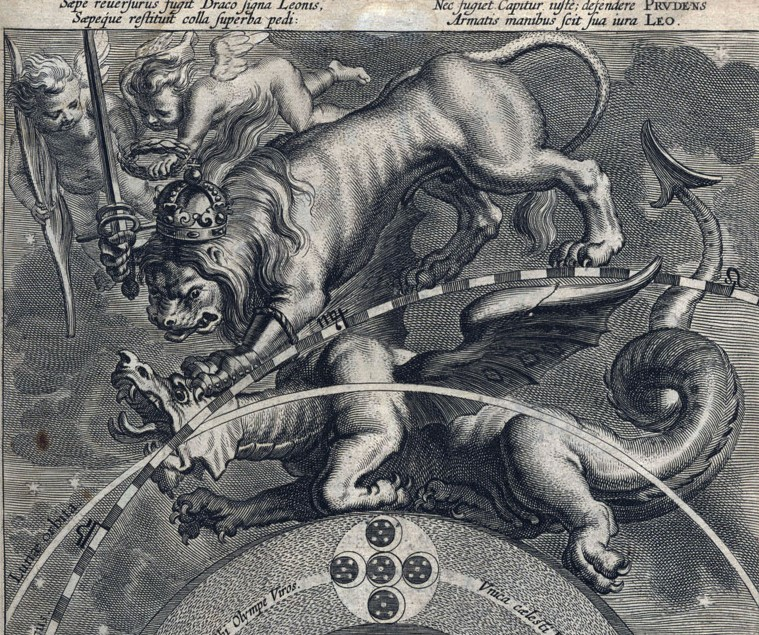
Лев (Испания), побеждающий дракона (Португалию). Рисунок на обложке книги Х.Карамуэля Philippus Prudens (1639)

Во время правления Филиппа II (1556—1598) к Испании была присоединена Португалия, что нашло своё отражение в аллегорических изображениях стран. Так, на обложке книги Philippus Prudens известного философа и богослова Хуана Карамуэля завоёванная Португалия аллегорически изображалась как дракон, побеждённый львом, символизировавшим Испанию.
Во время римского владычества символами Испании были оливковая ветвь и кролик, но в XVIII веке образ Испании уже прочно ассоциировался со львом, что можно увидеть, например, на фреске Франсиско Байеу «Счастливый союз Испании и Пармы объединил усилия в области науки и искусства» (исп. La feliz unión de España y Parma unidas impulsan las ciencias y las artes).
В XIX веке изображение льва появилось на реверсе испанских монет достоинством 1, 5 и 10 сентимо. Изображение льва на оборотной стороне монет испанцы иронично именовали «сукой», при этом монета в 5 сентимо называлась «маленькой сукой», а 10 сентимо — «большой сукой».
Во времена Второй Испанской республики (1931—1939) аллегорическое изображение Испании неизменно включало фигуру льва, поэтому в конце гражданской войны диктатор Франко решил убрать льва из всех символов государства. В последние десятилетия XX века в качестве зооморфной персонификации Испании стал выступать бык Осборна, а лев — постепенно уходить в забвение, хотя его изображение присутствует на действующих гербе и флаге Испании.

## Галерея

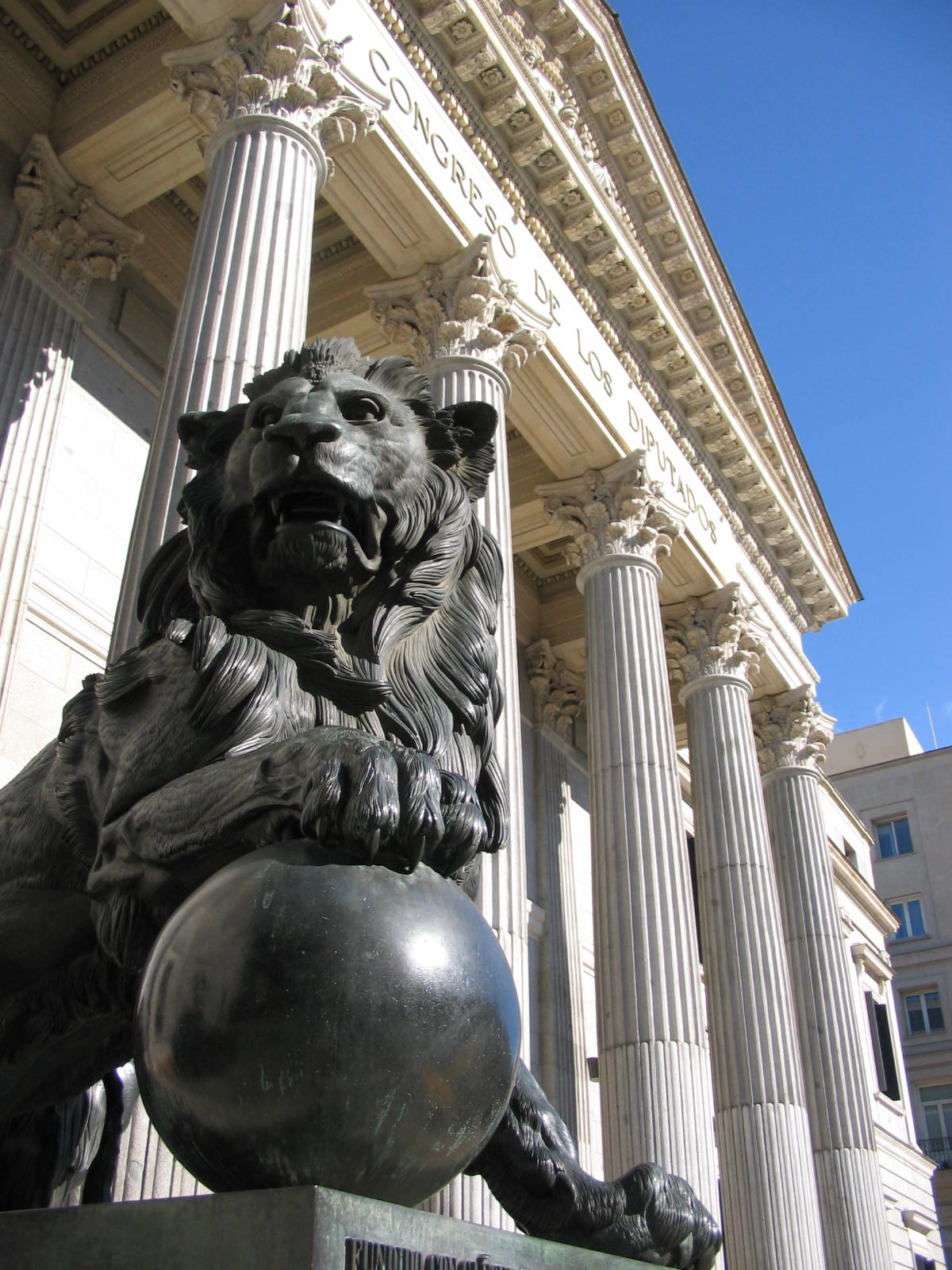
Статуя льва у парламента Испании
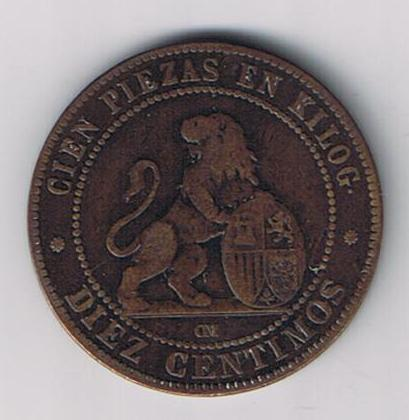
Монета в  10 сентимо, 1870 г.
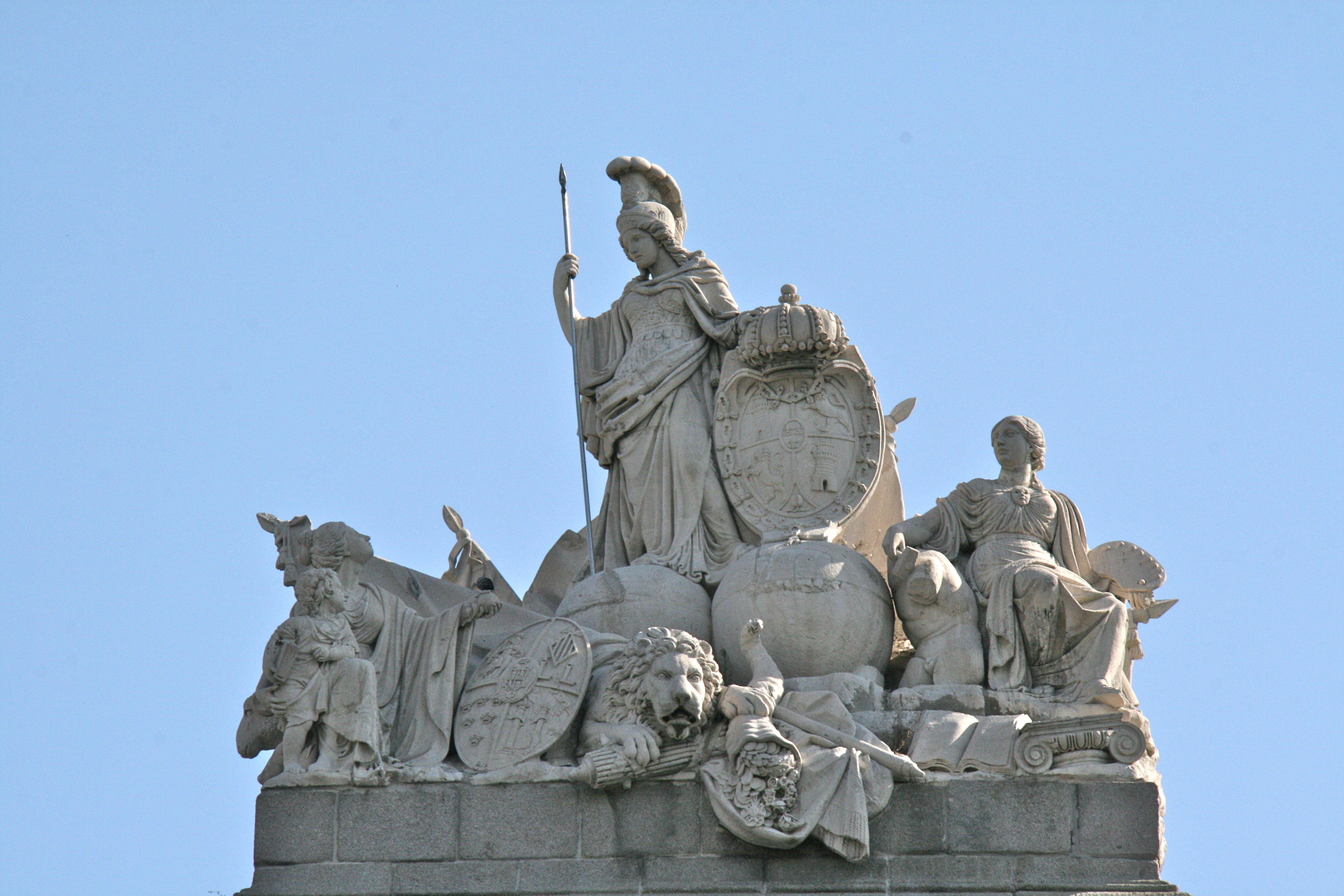
Изображение льва на воротах Толедо
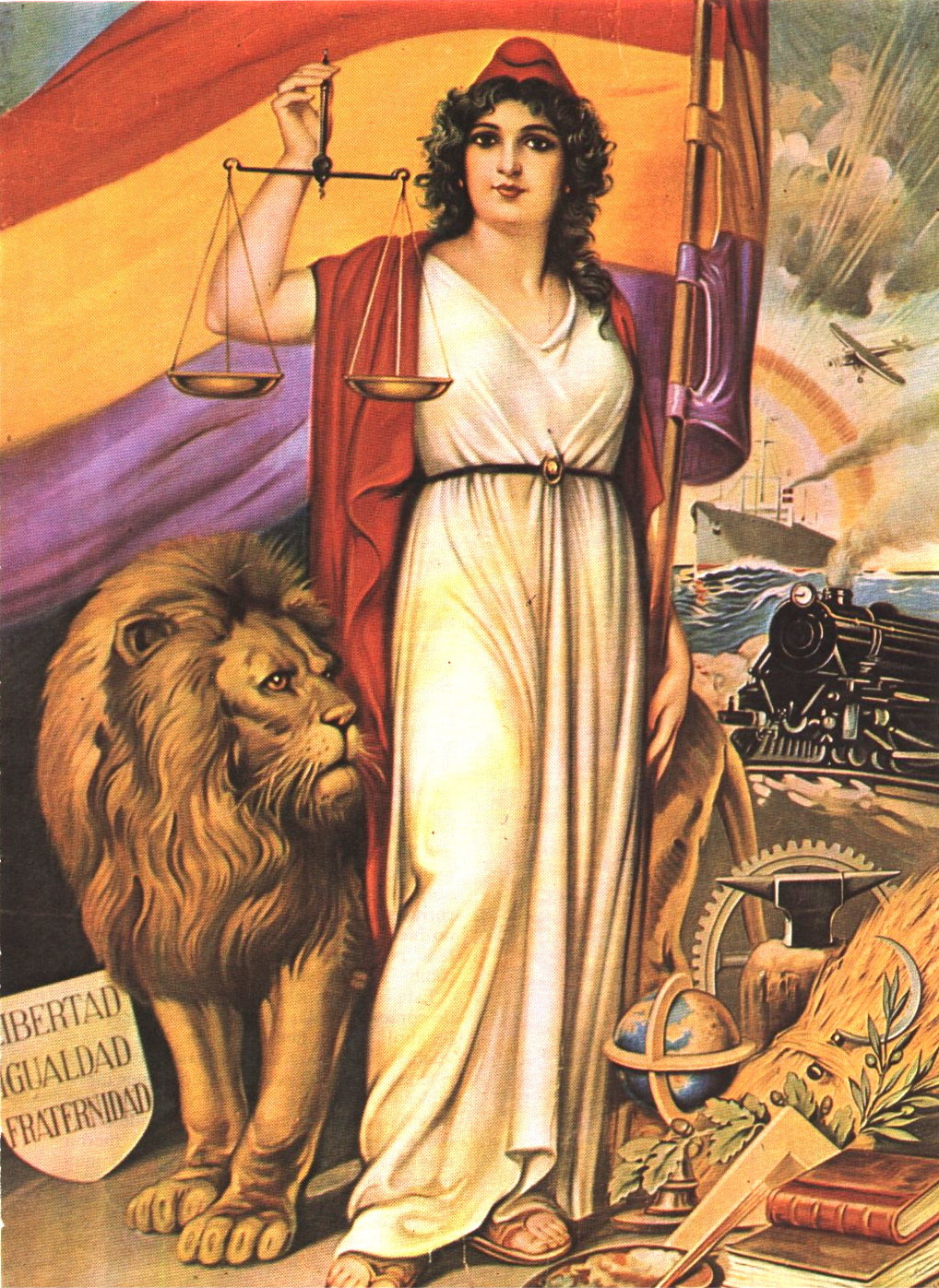
Аллегорическое изображение Второй республики со львом